# ورزشگاه نیکرسون فیلد

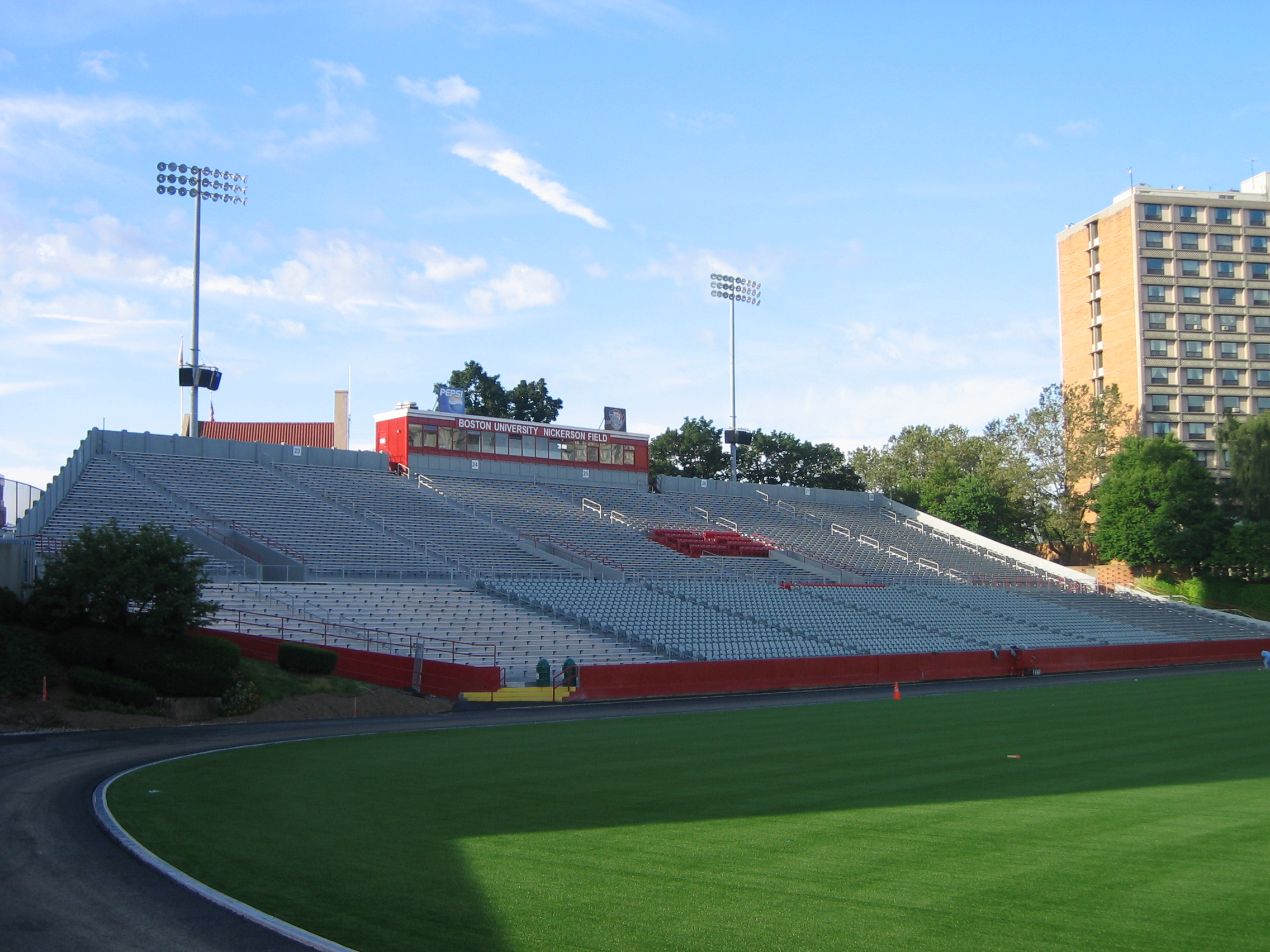

ورزشگاه نیکرسون فیلد (به انگلیسی: Nickerson Field) با ظرفیت ۱۰٬۴۱۲ نفر در شهر بوستون ایالت ماساچوست واقع شده‌است. این ورزشگاه در تاریخ ۱۹۱۵ تاسیس شد و دارای زمین چمن مصنوعی می‌باشد.
این ورزشگاه متعلق بهدانشگاه بوستون است.